# Capela de Nossa Senhora da Piedade (Trevões)
A Capela de Nossa Senhora da Piedade situa-se na Devesa mais acima da Capela do Mártir São Sebastião (Trevões), dentro do cemitério de Trevões.
Tem retábulo de talha dourada e policromada rocaille, albergando as imagens de Cristo crucificado, do senhor de cana verde e de S. João Evangelista, de boa escultura. A imagem de Nossa Senhora da Piedade está colocado num altar lateral. Esta capela é datada de 1835. Actualmente tem funções de capela cemiterial, sendo muito visitada no dia dos Fiéis Defuntos.